# Arborimus albipes
Arborimus albipes е вид бозайник от семейство Хомякови (Cricetidae).

## Разпространение
Видът е разпространен в САЩ.